# Euscelis siquadristriatus
Euscelis siquadristriatus är en insektsart som beskrevs av Adolf Remane 1967. Euscelis siquadristriatus ingår i släktet Euscelis och familjen dvärgstritar. Inga underarter finns listade i Catalogue of Life.